# Isabel Sarli
Isabel Sarli, született Hilda Isabel Gorrindo Sarli (Concordia, 1929. július 9. – Buenos Aires, 2019. június 25.) argentin színésznő, modell, Miss Argentína (1955).

## Filmjei
- El trueno entre las hojas (1957)
- Sabaleros (1959)
- India (1959)
- ...Y el demonio creó a los hombres (1960)
- Favela (1961)
- La burrerita de Ypacaraí (1962)
- Setenta veces siete (1962)
- La diosa impura (1963)
- Lujuria tropical (1963)
- La leona (1964)
- La mujer del zapatero (1965)
- Los días calientes (1966)
- La tentación desnuda (1966)
- La señora del intendente (1967)
- La mujer de mi padre (1967)
- Carne (1968)
- Desnuda en la arena (1969)
- Fuego (1969)
- Embrujada (1969)
- Éxtasis tropical (1970)
- Fiebre (1971)
- Intimidades de una cualquiera (1972)
- Furia infernal (1973)
- La diosa virgen (1974)
- El sexo y el amor (1974)
- Una mariposa en la noche (1976)
- El último amor en Tierra del Fuego (1979)
- Una viuda descocada (1980)
- Los chicos de la guerra (1984)
- Insaciable (1984)
- La dama regresa (1996)
- Csacska angyal (Floricienta) (2004–2005, tv-sorozat, 153 epizódban)
- Arroz con leche (2009)
- Mis días con Gloria (2010)